# Filippo Focardi
Filippo Focardi (Firenze, 28 dicembre 1965) è uno storico e scrittore italiano.

## Biografia
Laureatosi nel 1993 in "lettere e filosofa" presso l'Università degli Studi di Firenze, svolge la sua attività presso il Dipartimento di Scienze Politiche, Giuridiche e Studi Internazionali dell'Università degli Studi di Padova. Si occupa di storia moderna e contemporanea e la sua opera si concentra soprattutto sulla storia italiana durante la seconda guerra mondiale e sul recupero della memoria storica di quel periodo. È membro del consiglio direttivo e scientifico della rivista "Ricerche storiche", degli Annali della Fondazione Ugo La Malfa e dell'Istituto Parri. È coordinatore del progetto "Le vittime italiane del nazionalsocialismo. Le memorie dei sopravvissuti. Conoscere, ricordare, diffondere", finanziato dal Fondo italo-tedesco per il futuro. Il progetto ha raccolto oltre cento video-testimonianze degli ultimi italiani sopravvissuti alla violenza nazista e fascista: vittime di stragi, ebrei, deportati politici, lavoratori coatti, partigiani e internati militari. I suoi studi sono stati spesso portati in collaborazione con lo storico tedesco Lutz Klinkhammer.
È autore di numerose monografie e pubblicazioni uscite su riviste storiche, i suoi libri sono pubblicati da autorevoli case editrici quali Laterza, Franco Angeli, il Mulino, Viella, Carocci. Per i suoi lavori, tradotti in varie lingue, è stato insignito del premio internazionale Baron Velge assegnato dall’Université libre de Bruxelles.

## Opere (parziale)

### Pubblicazioni, monografie e saggistica
- Giustizia e ragion di Stato. La punizione dei criminali di guerra tedeschi in Italia, in K. Härter e C. Nubola (a cura di), Grazia e giustizia. Figure della clemenza fra tardo medioevo ed età contemporanea, Bologna, il Mulino 2011, pp. 489-541.
- La percezione della Shoah in Italia nell’immediato dopoguerra: 1945-1947, in Storia della Shoah in Italia, vol. II; Vicende, memorie, rappresentazioni, a cura di M. Flores, S. Levis Sullam, M. A. Matard-Bonucci, E. Traverso, Torino, Utet, 2010, pp. 11-35.
- Criminali a piede libero. La mancata «Norimberga italiana», in G. Contini, F. Focardi, M. Petricioli (a cura di), Memoria e Rimozione. I crimini di guerra del Giappone e dell’Italia, Roma, Viella, 2010, pp. 187-201.
- a cura di (con Lutz Klinkhammer), L’Italia repubblicana e i conti con il passato. Procedimenti giudiziari e politiche di risarcimento, in “Italia Contemporanea”, n. 254, marzo 2009, pp. 5-84.
- Criminali di guerra in libertà. Un accordo segreto tra Italia e Repubblica federale tedesca 1949-55, Roma, Carocci 2008.
- I tedeschi alleati-nemici, in Gli Italiani in guerra. Conflitti, identità, memorie dal Risorgimento ai nostri giorni, Vol. IV – Tomo 2, Il Ventennio fascista: la Seconda guerra mondiale, a cura di M. Isnenghi e G. Albanese, UTET, Torino 2008, pp. 311-318.
- Italien als Besatzungsmacht auf dem Balkan: Der Umgang mit Kriegserinnerung und Kriegsverbrechen nach 1945, in J. Echternkamp und S. Martens (Hrsg.), Der Zweite Weltkrieg in Europa. Erfahrung und Erinnerung, Schöningh 2007, pp. 163-174
- Präsident Ciampis „Krieg um die Erinnerung“, in «Neue Politische Literatur», 52 (2007), pp. 11-24
- Das Kalkül des „Bumerangs“. Politik und Rechtsfragen im Umgang mit deutschen Kriegsverbrechen in Italien, in Norbert Frei (Hg.), Transnationale Vergangenheitspolitik. Der Umgang mit deutschen Kriegsverbrechern in Europa nach dem Zweiten Weltkrieg, Wallstein Verlag, Göttingen 2006, pp. 536-566
- (con L. Klinkhammer), Wiedergutmachung für Partisanen? Das deutsch-italienische Globalabkommen von 1961, in Hans Günter Hockerts, Claudia Moisel und Tobias Winstel (Hg.), Grenzen der Wiedergutmachung. Die Entschädigung für NS-Verfolgte in West- und Osteuropa 1945-2000, Göttingen, Wallstein Verlag, 2006, pp. 458- 512
- Giornalisti e corrispondenti della stampa italiana in Germania dall’unificazione alla Seconda guerra mondiale (1871-1939), in G. Corni e C. Dipper (a cura di), Italiani in Germania tra Ottocento e Novecento. Spostamenti, rapporti, immagini, influenze, Bologna, Il Mulino, 2006, pp. 65-95
- Il vizio del confronto. L’immagine del fascismo e del nazismo in Italia e la difficoltà di fare i conti con il proprio passato, in G. E. Rusconi e H. Woller (a cura di), Italia e Germania 1945-2000. La costruzione dell’Europa, Bologna, Il Mulino, 2005, pp. 91-121.
- La guerra della memoria. La Resistenza nel dibattito politico italiano dal 1945 a oggi, Roma-Bari, Laterza, 2005
- L’immagine del “cattivo tedesco” e il mito del “bravo italiano”. La costruzione della memoria del fascismo e della seconda guerra mondiale in Italia, Padova, Il Rinoceronte, 2005
- La memoria del fascismo e il “demone dell’analogia”, in Faschismen im Gedächtnis / La memoria dei fascismi, a cura di A. di Michele e G. Steinacher, numero monografico di «Geschichte und Region/Storia e Regione», a. XIII, n. 2, 2004, pp. 55-74
- (with Lutz Klinkhammer), The question of Fascist Italy’s war crimes: the costruction of a self-acquitting myth (1943-1948), in «Journal of Modern Italian Studies», a. IX, n. 3, 2004, pp. 330-348
- Gedenktage und politische Öffentlichkeit in Italien 1945-1995, in C. Cornelissen, L. Klinkhammer, W. Schwentker (Hg.), Erinnerungskulturen: Deutschland, Italien und Japan seit 1945, Fischer, Frankfurt am Main, 2003, pp. 210-221
- La questione della punizione dei criminali di guerra in Italia dopo la fine del secondo conflitto mondiale, in «Quellen und Forschungen aus italienischen Archiven und Bibliotheken», 80/2000, pp. 543-624
- L’ombra del passato. I tedeschi e il nazismo nel giudizio italiano dal 1945 a oggi. Un profilo critico, in «Novecento», 3, luglio-dicembre 2000, pp. 67-81
- La memoria della guerra e il mito del «bravo italiano»: origine e affermazione di un autoritratto collettivo, in «Italia Contemporanea», n. 220-221, settembre-dicembre 2000, pp. 393-399
- Alle origini di una grande rimozione. La questione dell’antisemitismo fascista nell’Italia dell’immediato dopoguerra, in «Horizonte. Italianistische Zeitschrift für Kulturwissenschaft und Gegenwartsliteratur», IV/1999, pp. 135-170
- Il dopoguerra tedesco nell’opinione italiana. Montanelli inviato del «Corriere della Sera», in «Italia Contemporanea», n. 201, dicembre 1995, pp. 607-635
- Deutschland und die deutsche Frage aus der Sicht Italiens (1943-1945), in «Quellen und Forschungen aus italienischen Archiven und Bibliotheken», 75/1995, pp. 445-480

### Libri
- Il cattivo tedesco e il bravo italiano: La rimozione delle colpe della seconda guerra mondiale, Laterza, 17 marzo 2016, ISBN 978-88-581-2510-6
- La guerra della memoria: La Resistenza nel dibattito politico italiano dal 1945 a oggi, Laterza, 19 marzo 2020, ISBN 978-88-581-4178-6
- Nel cantiere della memoria: Fascismo, Resistenza, Shoah, Foibe, Viella Libreria Editrice, 6 ottobre 2020, ISBN 978-88-3313-604-2
- Istituto romano per la storia d'Italia dal fascismo alla Resistenza, Politiche di occupazione dell'Italia fascista: l'Annale Irsifar, Franco Angeli, 2008, ISBN 978-88-464-9303-3
- L'immagine del cattivo tedesco e il mito del bravo italiano: la costruzione della memoria del fascismo e della seconda guerra mondiale in Italia, Rinoceronte, 2005
- con Autori Vari, Culture antisemite: Italia ed Europa dalle leggi antiebraiche ai razzismi di oggi, Viella Libreria Editrice, 29 gennaio 2021, ISBN 978-88-3313-641-7
- con Lutz Klinkhammer, Criminali di guerra in libertà: un accordo segreto tra Italia e Germania federale, 1949-55, Carocci, 2008, ISBN 978-88-430-4283-8